# Jérémie Blain
Jérémie Ouellet-Blain (* 19. března 1992 Longueuil, Québec) je kanadský profesionální hokejový obránce, od září 2023 zástupce kapitána v klubu Mountfield HK.

## Hráčská kariéra
Jako začátečník hrál v sezóně 2007/2008 za Coll. Charles-Lemoy. Riverains, kde získal dobrých 23 bodů. Za sezónu 2008/2009 hrál za Victoriaville Tigres a za Acadie-Bathurst Titan juniorů a v reprezentaci za Canada Québec U17. V sezóně 2009/2010 až 2011/2012 hrál za Acadie-Bathurst Titan a získal dobrých 107 bodů a na konci sezóny hrál za Victoriaville Tigres, kde získal 26 bodů, dohromady za 3 sezóny získal 133 bodů. V sezóně 2012/2013 hrál za Chicago Wolves a za Idaho Steelheads. V sezóně 2013/2014 až 2014/2015 hrál za Kalamazoo Wings. V sezóně 2015/2016 hrál za Chicago Wolves a Brampton Beast. V sezóně 2016/2017 hrál za rakouský tým EC VSV a v sezóně 2017-2018 též za rakouský tým, ale za HC Innsbruck. V sezóně 2018/2019 až 2019/2020 hrál za HC Sparta Praha a od sezóny 2020/2021 hraje za klub Mountfield HK. V sezóně 2022/2023 získal historickou stříbrnou medaili a v sezóně 2023/2024 zástupce kapitána klubu Mountfield HK. Po konci sezóny 2024/ 2025 přestoupil  do Rytíři Kladno.

## Ocenění a úspěchy
- 2018 EBEL – Nejtrestanější hráč v playoff
- 2019 ČHL – Nejlepší střelec mezi obránci
- 2023 HLM – Nejlepší střelec mezi obránci

## Prvenství
- Debut v ČHL – 14. září 2018 (HC Sparta Praha proti Mountfield HK)
- První asistence v ČHL – 14. září 2018 (HC Sparta Praha proti Mountfield HK)
- První gól v ČHL – 9. října 2018 (HC Sparta Praha proti HC Energie Karlovy Vary, brankáři Filipu Novotnému)

## Klubová statistika
| Sezóna         | Klub                    | Soutěž         |     | Základní část | Základní část | Základní část | Základní část | Základní část |   | Play off | Play off | Play off | Play off | Play off |
| Sezóna         | Klub                    | Soutěž         | Z   | G             | A             | B             | TM            | Z             | G | A        | B        | TM       |          |          |
| 2008/09        | Tigres de Victoriaville | QMJHL          | 27  | 1             | 3             | 4             | 0             | –             | – | –        | –        | –        |          |          |
| 2008/09        | Titan d’Acadie-Bathurst | QMJHL          | 22  | 0             | 3             | 3             | 6             | 5             | 0 | 2        | 2        | 4        |          |          |
| 2009/10        | Titan d’Acadie-Bathurst | QMJHL          | 64  | 4             | 34            | 38            | 72            | 5             | 2 | 2        | 4        | 10       |          |          |
| 2010/11        | Titan d’Acadie-Bathurst | QMJHL          | 40  | 2             | 35            | 37            | 48            | 4             | 2 | 2        | 4        | 4        |          |          |
| 2011/12        | Titan d’Acadie-Bathurst | QMJHL          | 29  | 6             | 8             | 14            | 54            | –             | – | –        | –        | –        |          |          |
| 2011/12        | Tigres de Victoriaville | QMJHL          | 29  | 3             | 23            | 26            | 34            | 4             | 0 | 2        | 2        | 6        |          |          |
| 2012/13        | Idaho Steelheads        | ECHL           | 47  | 7             | 24            | 31            | 58            | –             | – | –        | –        | –        |          |          |
| 2012/13        | Chicago Wolves          | AHL            | 25  | 0             | 4             | 4             | 40            | –             | – | –        | –        | –        |          |          |
| 2013/14        | Kalamazoo Wings         | ECHL           | 25  | 3             | 12            | 15            | 47            | 4             | 0 | 1        | 1        | 2        |          |          |
| 2013/14        | Utica Comets            | AHL            | 6   | 0             | 0             | 0             | 6             | –             | – | –        | –        | –        |          |          |
| 2014/15        | Kalamazoo Wings         | ECHL           | 41  | 5             | 24            | 29            | 38            | 1             | 1 | 0        | 1        | 0        |          |          |
| 2014/15        | Utica Comets            | AHL            | 14  | 0             | 4             | 4             | 2             | –             | – | –        | –        | –        |          |          |
| 2015/16        | Brampton Beast          | ECHL           | 34  | 2             | 22            | 24            | 46            | –             | – | –        | –        | –        |          |          |
| 2015/16        | Chicago Wolves          | AHL            | 16  | 3             | 0             | 3             | 10            | –             | – | –        | –        | –        |          |          |
| 2016/17        | Brampton Beast          | ECHL           | 2   | 0             | 1             | 1             | 0             | –             | – | –        | –        | –        |          |          |
| 2016/17        | EC VSV                  | EBEL           | 24  | 4             | 14            | 18            | 16            | –             | – | –        | –        | –        |          |          |
| 2017/18        | HC Innsbruck            | EBEL           | 53  | 9             | 17            | 26            | 104           | 6             | 0 | 4        | 4        | 34       |          |          |
| 2018/19        | HC Sparta Praha         | ČHL            | 51  | 12            | 15            | 27            | 54            | 4             | 0 | 2        | 2        | 6        |          |          |
| 2019/20        | HC Sparta Praha         | ČHL            | 49  | 3             | 12            | 15            | 28            | –             | – | –        | –        | –        |          |          |
| 2020/21        | Mountfield HK           | ČHL            | 31  | 7             | 11            | 18            | 22            | 7             | 1 | 1        | 2        | 10       |          |          |
| 2021/22        | Mountfield HK           | ČHL            | 54  | 7             | 25            | 32            | 28            | 5             | 1 | 1        | 2        | 2        |          |          |
| 2022/23        | Mountfield HK           | ČHL            | 48  | 4             | 19            | 23            | 28            | 18            | 1 | 3        | 4        | 4        |          |          |
| 2023/24        | Mountfield HK           | ČHL            | 51  | 9             | 27            | 36            | 44            | 8             | 1 | 3        | 4        | 20       |          |          |
| 2024/25        | Mountfield HK           | ČHL            | 6   | 1             | 1             | 2             | 4             | 2             | 0 | 0        | 0        | 0        |          |          |
| Celkem v QMJHL | Celkem v QMJHL          | Celkem v QMJHL | 211 | 16            | 116           | 132           | 214           | 18            | 4 | 8        | 12       | 24       |          |          |
| Celkem v ECHL  | Celkem v ECHL           | Celkem v ECHL  | 149 | 17            | 83            | 100           | 189           | 5             | 0 | 2        | 2        | 2        |          |          |
| Celkem v AHL   | Celkem v AHL            | Celkem v AHL   | 61  | 3             | 8             | 11            | 58            | –             | – | –        | –        | –        |          |          |
| Celkem v EBEL  | Celkem v EBEL           | Celkem v EBEL  | 77  | 13            | 31            | 44            | 120           | 6             | 0 | 4        | 4        | 34       |          |          |
| Celkem v ČHL   | Celkem v ČHL            | Celkem v ČHL   | 284 | 42            | 109           | 151           | 204           | 42            | 4 | 10       | 14       | 42       |          |          |

## Reprezentace
| Rok                       | Tým                       | Soutěž                    | Z | G | A | B | TM |
| ------------------------- | ------------------------- | ------------------------- | - | - | - | - | -- |
| 2008                      | Kanada Québec 17          | WHC-17                    | 5 | 0 | 0 | 0 | 4  |
| Juniorská kariéra celkově | Juniorská kariéra celkově | Juniorská kariéra celkově | 5 | 0 | 0 | 0 | 4  |